# Mario Andrea Rigoni
Pour les articles homonymes, voir Rigoni.
Mario Andrea Rigoni, né le 2 juin 1948 à Asiago et mort le 15 octobre 2021 à Montebelluna, est un écrivain italien.
Professeur de littérature italienne à l'université de Padoue, il est éditeur des œuvres de Leopardi et traducteur de Cioran.

## Œuvre

### Essais
- Saggi sul pensiero leopardiano, Padoue, Cleup, 1982 (ed. accresciuta, préface Emil Cioran, Naples, éditeur Liguori, 1985), réimpression Il pensiero di Leopardi, préface Emil Cioran, Milan, Bompiani, 1997 (ed. accresciuta, avec notes de Raoul Bruni, Turin, éditeur Aragno, 2010).
- Cioran dans mes souvenirs, coll. Perspectives critiques, Presses universitaires de France, 2009.
- In compagnia di Cioran, Padoue, La scuola di Pitagora, 2011.
- Chi siamo: letteratura e identità ital, Il notes magico, 2004.
- Ricordando Cioran, Naples, La iana, Naples, La scuola di Pitagora, 2012.
- Marilyn Monroe, Naples, La scuola di Pitagora, 2012.
- Il materialismo romantico di Leopardi, Naples, La scuola di Pitagora, 2013.

### Éditions
- Variazioni sull’Impossibile, Milan, Rizzoli, 1993 (nouvelle édition, introduction Tim Parks, Padoue, Il notes magico, 2006).
- Elogio dell’America, préface Ruggero Guarini, Rome, Liberal, 2003.
- Dall’altra parte. Racconti, préface Ruggero Guarini, Turin, éditeur Aragno, 2009.
- Vanità, Turin, Aragno, 2010.
- Elogio della sigaretta, Naples, La scuola di Pitagora, 2010.
- Estraneità, préface Paola Capriolo, Naples, La scuola di Pitagora, 2014